# Huitzilíhuitl
Huitzilíhuitl  (ok. 1379 – 1417) –  władca Tenochtitlánu, drugi  tlatoani (władca)  Azteków (Méxicas) (1396–1417).  Jego imię w języku nahuatl znaczy "Pióro Kolibra". Jego ojcem był Acamapichtli, natomiast matką Tezcatlan Miyahuatzin. Miał kilka żon - co było tradycyjnie przyjęte - z których z imienia znane są dwie: Miyahuaxochtzin i Miyahuaxihuitl. Synami Huitzilíhuitla byli: Chimalpopoca, Tlacaelel, Montezuma I, Huehue Zaca, Citlalcoatl, Aztacoatl, Axicyotzin, Quauhtzitzimitzin, Xiconoc, Teotlatlauhqui, Cuitlahuatzin, Miccayaocihuatl.
Huitzilíhuitl został wybrany tlatoanim jeszcze za życia ojca mając zaledwie 16 lat. Wyboru, który zarządził Acamapichtli, dokonali przywódcy czterech dzielnic, na jakie zostało podzielone miasto. Koronacja odbyła się 22 stycznia 1396 r. Jednym z pierwszych postanowień nowego władcy było utworzenie Rady Królewskiej (Tlatocan) i powołanie czterech stałych elektorów, aby doradzali - zwłaszcza wobec braku doświadczenia - każdemu nowo obranemu władcy.
Huitzilíhuitl kontynuował pokojową politykę swego ojca zabiegając o sojusze z sąsiadami. W tamtym czasie Aztekowie byli poddanymi Tepaneków z miasta-państwa Azcapotzalco.
Po śmierci pierwszej żony, księżniczki z Tacuby, Huitzilíhuitl poślubił  Ayaucíhuatl, córkę Tezozomoca, potężnego tlatoani Azcapotzalco. Dzięki temu małżeństwu wyniósł królewską rodzinę Azteków na poziom równy suzerenom i uzyskał obniżenie płatności trybutu do symbolicznego poziomu. Ich syn Chimalpopoca przejął schedę po ojcu zostając również tlatoani. Po śmierci Ayaucíhuatl, Huitzilíhuitl ożenił się po raz trzeci. Jego żoną została  Miyahuaxihuitl, córka tlatoani z Cuerhavaca. Z małżeństwa tego narodził się  Montezuma I, który zasiadł na tronie jako piąty tlatoani Tenochtitlánu.
Za czasów panowania Huitzilíhuitla rozwinęło się tkactwo. Zbiory bawełny były na tyle duże, że wystarczało jej nie tylko dla Tenochtitlánu, ale również dla Azcapotzalco i Cuerhavaca. Aztekowie stopniowo przestawali ubierać się w grubą odzież wykonaną z szorstkich włókien agawy,  a zaczęli odziewać  się w ubiory wykonane z miękkiej farbowanej bawełny.
Zamiarem Huitzilíhuitla było doprowadzenie wody pitnej do miasta, poprzez przeniesienie jej na wyspę z lądu stałego ponad słonawą wodą jeziora. Arystokracja jednak nie zaakceptowała związanych z przedsięwzięciem kosztów, a on sam nie był zdolny, by wdrożyć swój plan do realizacji. Do jego osiągnięć należy natomiast budowa twierdzy na skalistej części wyspy.
W 1409 zmarł władca Texcoco Techotlala, na tronie zasiadł Ixtlilxóchitl I. W następnych latach, relacje między Ixtlilxóchitlem i Tezozómokiem z Azcapotzalco pogarszały się, aż doszło około 1416 roku do otwartych działań wojennych.
Huitzilíhuitl w wojnie stanął po stronie teścia (żona Huitzilíhuitla Ayaucíhuatl była córką Tezozómoca), a przeciwko zięciowi (córka Huitzilíhuitla Matlalcihuatzin była żoną Ixtlilxóchitla). Wspierając podbój i plądrując miasta Tultitlan, Cuauhtitlan, Chalco, Tollantzingo, Xaltocan, Otompa  i Acolman, Aztekowie wzbogacili się z łupów wojennych. Dochody przynosił wówczas również handel z tratew na jeziorach otaczających Tenochtitlán.
Huitzilíhuitl zmarł prawdopodobnie w 1417, przed końcem wojny między Azcapotzalco i Texcoco. Następcą został jego syn Chimalpopoca, który kontynuował poparcie Tezozómoca i Azcapotzalco.